# 大柳英雄
大柳 英雄（おおやなぎ ひでお、1934年1月15日 - 1955年12月24日）は、日本の元騎手。

## 略歴
北海道苫前郡羽幌町出身。上村大治郎厩舎に見習騎手として入り、短期騎手講習を3回受講し、後に清水茂次厩舎に移って1954年に騎手免許を取得した。
騎手デビュー戦は昭和29年第2回京都競馬2日目（1954年3月21日）の第7競走にてツルマツに騎乗し、7着であった。初年度は64戦7勝に終わったが、デビュー2年目の1955年に頭角を現し、トサモアーでの阪神3歳ステークス勝利を含む、平地42勝、障害15勝の合計57勝を挙げ、若手の成長株となった。
しかし、12月24日の阪神競馬場（第4回阪神競馬第7日第6競走）でのアラブ障碍特別（2,600m、ハンデキャップ戦）でフライヤー(初勝利を挙げた馬でもあった）に騎乗してのレース中、襷コースに入って最初の障害（生籬障害）を飛越の際、着地時に蹉跌転倒して落馬、直ちに救護室に運ばれたが、頭蓋骨骨折による脳内出血により、まもなく息を引き取った。
大柳の葬儀は、日本中央競馬会葬として、1955年12月27日に阪神競馬場で執り行われた。
この年の最終的なリーディング順位は全国7位、連対率は0.374に達していた。

## 戦績
- 通算333戦64勝利
  - 平地：48勝
  - 障害：16勝

## 主な騎乗馬
- トサモアー - 1955年 阪神3歳ステークスを制覇